# Seznam medailistů na letních olympijských hrách ve skoku o tyči
Historický přehled medailistů v skok o tyči na letních olympijských hrách:

## Medailisté

### Muži
| Rok  | Místo          | Zlato                      | Výkon vítěze | Stříbro                             | Bronz                                            |
| ---- | -------------- | -------------------------- | ------------ | ----------------------------------- | ------------------------------------------------ |
| 1896 | Atény          | William Welles Hoyt        | 330          | Albert Tyler                        | Evangelos Damaskos Ioannis Theodoropoulos        |
| 1900 | Paříž          | Irving Baxter              | 330          | Meredith Colkett                    | Carl-Albert Andersen                             |
| 1904 | St. Louis      | Charles Dvorak             | 350          | LeRoy Samse                         | Louis Wilkins                                    |
| 1908 | Londýn         | Edward Cook Alfred Gilbert | 371          | neudělena                           | Edward Archibald Charles Jacobs Bruno Söderström |
| 1912 | Stockholm      | Harry Babcock              | 395          | Frank Nelson Marcus Wright          | William Halpenny Frank Murphy Bertil Uggla       |
| 1920 | Antverpy       | Frank Foss                 | 409          | Henry Petersen                      | Edwin Myers                                      |
| 1924 | Paříž          | Lee Barnes                 | 395          | Glenn Graham                        | James Brooker                                    |
| 1928 | Amsterodam     | Sabin Carr                 | 420          | William Droegemuller                | Charles McGinnis                                 |
| 1932 | Los Angeles    | William Miller             | 431          | Shuhei Nishida                      | George Jefferson                                 |
| 1936 | Berlín         | Earle Meadows              | 435          | Shuhei Nishida                      | Sueo Oe                                          |
| 1948 | Londýn         | Guinn Smith                | 430          | Erkki Kataja                        | Bob Richards                                     |
| 1952 | Helsinky       | Bob Richards               | 455          | Donald Laz                          | Ragnar Lundberg                                  |
| 1956 | Melbourne      | Bob Richards               | 456          | Bob Gutowski                        | Georgios Roubanis                                |
| 1960 | Řím            | Don Bragg                  | 470          | Ron Morris                          | Eeles Landström                                  |
| 1964 | Tokio          | Fred Hansen                | 510          | Wolfgang Reinhardt                  | Klaus Lehnertz                                   |
| 1968 | Mexico City    | Bob Seagren                | 540          | Claus Schiprowski                   | Wolfgang Nordwig                                 |
| 1972 | Mnichov        | Wolfgang Nordwig           | 550          | Bob Seagren                         | Jan Johnson                                      |
| 1976 | Montréal       | Tadeusz Ślusarski          | 550          | Antti Kalliomäki                    | Dave Roberts                                     |
| 1980 | Moskva         | Władysław Kozakiewicz      | 578          | Tadeusz Ślusarski Konstantin Volkov | neudělena                                        |
| 1984 | Los Angeles    | Pierre Quinon              | 575          | Mike Tully                          | Earl Bell Thierry Vigneron                       |
| 1988 | Soul           | Sergej Bubka               | 590          | Radion Gataullin                    | Grigorij Jegorov                                 |
| 1992 | Barcelona      | Maxim Tarasov              | 580          | Igor Tranděnkov                     | Javier García                                    |
| 1996 | Atlanta        | Jean Galfione              | 592          | Igor Tranděnkov                     | Andrej Tivontčik                                 |
| 2000 | Sydney         | Nick Hysong                | 590          | Lawrence Johnson                    | Maxim Tarasov                                    |
| 2004 | Atény          | Timothy Mack               | 595          | Toby Stevenson                      | Giuseppe Gibilisco                               |
| 2008 | Peking         | Steven Hooker              | 596          | Jevgenij Lukjaněnko                 | Denys Jurčenko                                   |
| 2012 | Londýn         | Renaud Lavillenie          | 597          | Björn Otto                          | Raphael Holzdeppe                                |
| 2016 | Rio de Janeiro | Thiago Braz da Silva       | 603          | Renaud Lavillenie                   | Sam Kendricks                                    |
| 2020 | Tokio          | Armand Duplantis           | 602          | Chris Nilsen                        | Thiago Braz da Silva                             |
| 2024 | Paříž          | Armand Duplantis           | 625 - OR, WR | Sam Kendricks                       | Emmanouil Karalis                                |

## Medailové pořadí zemí
| Pořadí             | Země                                 | Zlato | Stříbro | Bronz | Celkem |
| ------------------ | ------------------------------------ | ----- | ------- | ----- | ------ |
| 1.                 | Spojené státy americké (USA)         | 19    | 15      | 14    | 48     |
| 2.                 | Francie (FRA)                        | 4     | 1       | 1     | 6      |
| 3.                 | Polsko (POL)                         | 2     | 1       | 0     | 3      |
| 4.                 | Sovětský svaz (URS)                  | 1     | 2       | 1     | 4      |
| 5.                 | Sjednocený tým (EUN)                 | 1     | 1       | 0     | 2      |
| 6.                 | Německá demokratická republika (GDR) | 1     | 0       | 1     | 2      |
| 7.                 | Švédsko (SWE)                        | 1     | 1       | 3     | 5      |
| 8.                 | Austrálie (AUS)                      | 1     | 0       | 0     | 1      |
| 9.                 | Brazílie (BRA)                       | 1     | 0       | 1     | 2      |
| 10.                | Německo (GER)                        | 0     | 2       | 3     | 5      |
| 11.                | Finsko (FIN)                         | 0     | 2       | 1     | 3      |
| 12.                | Japonsko (JPN)                       | 0     | 2       | 1     | 3      |
| 13.                | Rusko (RUS)                          | 0     | 2       | 1     | 3      |
| 14.                | Dánsko (DEN)                         | 0     | 1       | 0     | 1      |
| 15.                | Západní Německo (FRG)                | 0     | 1       | 0     | 1      |
| 16.                | Řecko (GRE)                          | 0     | 0       | 4     | 4      |
| 17.                | Kanada (CAN)                         | 0     | 0       | 2     | 2      |
| 18.                | Itálie (ITA)                         | 0     | 0       | 1     | 1      |
| 19.                | Norsko (NOR)                         | 0     | 0       | 1     | 1      |
| 20.                | Španělsko (ESP)                      | 0     | 0       | 1     | 1      |
| Celkem po LOH 2020 | Celkem po LOH 2020                   | 30    | 30      | 34    | 94     |

### Ženy
od roku 2000
| Rok  | Místo          | Zlato                 | Výkon vítěze | Stříbro              | Bronz                |
| ---- | -------------- | --------------------- | ------------ | -------------------- | -------------------- |
| 2000 | Sydney         | Stacy Dragilaová      | 460          | Taťjana Grigorjevová | Vala Flosadóttir     |
| 2004 | Atény          | Jelena Isinbajevová   | 491          | Světlana Feofanovová | Anna Rogowská        |
| 2008 | Peking         | Jelena Isinbajevová   | 505 - OR     | Jennifer Stuczynská  | Světlana Feofanovová |
| 2012 | Londýn         | Jennifer Suhrová      | 475          | Yarisley Silvaová    | Jelena Isinbajevová  |
| 2016 | Rio de Janeiro | Katerina Stefanidiová | 485          | Sandi Morrisová      | Eliza McCartneyová   |
| 2020 | Tokio          | Katie Nageotteová     | 490          | Anželika Sidorovová  | Holly Bradshawová    |
| 2024 | Paříž          | Nina Kennedyová       | 490          | Katie Moonová        | Alysha Newmanová     |

## Medailové pořadí zemí
| Pořadí             | Země                         | Zlato | Stříbro | Bronz | Celkem |
| ------------------ | ---------------------------- | ----- | ------- | ----- | ------ |
| 1.                 | Spojené státy americké (USA) | 3     | 3       | 0     | 6      |
| 2.                 | Rusko (RUS)                  | 2     | 2       | 2     | 6      |
| 3.                 | Austrálie (AUS)              | 1     | 1       | 0     | 2      |
| 4.                 | Řecko (GRE)                  | 1     | 0       | 0     | 1      |
| 5.                 | Kuba (CUB)                   | 0     | 1       | 0     | 1      |
| 6.                 | Island (ISL)                 | 0     | 0       | 1     | 1      |
| 6.                 | Nový Zéland (NZL)            | 0     | 0       | 1     | 1      |
| 6.                 | Polsko (POL)                 | 0     | 0       | 1     | 1      |
| 6.                 | Velká Británie (GBR)         | 0     | 0       | 1     | 1      |
| 6.                 | Kanada (CAN)                 | 0     | 0       | 1     | 1      |
| Celkem po LOH 2024 | Celkem po LOH 2024           | 7     | 7       | 7     | 21     |